# イェヴヘーン・コノヴァーレツ
イェヴヘーン・ミハイロヴィチ・コノヴァーレツ（ウクライナ語: Євге́н Миха́йлович Конова́лець, ロシア語: Евге́ний Миха́йлович Конова́лец〔イェヴゲーニイ・ミハイロヴィチ・カナヴァーレツ〕, 1891年6月14日 - 1938年5月23日）は、ウクライナの軍人、政治運動家。ウクライナ人民共和国軍大佐、シーチ銃兵隊司令官。反共主義および反ソ連の政治団体・ウクライナ民族主義者組織およびウクライナ軍事組織の共同創設者であり、その指導者を務めた。
1938年5月、ソ連内務人民委員部の秘密諜報員、パーヴェル・スドプラートフの手で暗殺された。

## 生い立ち
オーストリア＝ハンガリー帝国領、ハリチナ・ヴォロディミル王国（現在のウクライナ・リヴィウ州ザシキウ）の村に生まれた。父親のミハイロは地元の公立学校の教員であった。一家にはイェヴヘーンのほかに二人の兄弟（ミロンとスチェパン）がいた。地元の民俗学校で二年、その後、教員神学校にて4年間学び、初等教育を終えた。1909年、国立リヴィウ工科大学付属学術高等学校を卒業後、リヴィウ大学法学部に入学した。イェヴヘーンは学生時代から社会活動や政治活動に積極的に関わるようになる。1909年と1913年に開催された学生会議では委員の一人であった。1912年、コノヴァーレツは組織団体「プロスウィタ」（「啓蒙」「教育」）のリヴィウ支部の書記になった。1913年、学生連盟の中央委員に選出され、国家民主部門の委員となり、雑誌にも記事を寄稿するようになる。その後まもなく、ウクライナ国民民主党に入党した。1913年、ウクライナの統一と主権国家としての独立を目指す政治団体『ウクライナ解放同盟』の初代指導者、ドミートロ・イワーノヴィチ・ドンツォフと出会った。ドンツォフの著書は、ウクライナの民族主義の政治思想に大きな影響を与えた。

## 銃兵隊結成とウクライナ内戦
1912年、コノヴァーレツはオーストリア＝ハンガリー帝国軍に召集され、一年間の兵役に就いた。1914年8月2日、第一次世界大戦が勃発すると、コノヴァーレツはオーストリア＝ハンガリー帝国軍リヴィウ地区防衛部隊第19連隊に配属となった。リヴィウ大学に在学中の身であったが、戦争が勃発したことにより、学業を中断せざるを得なくなった。1915年のマキフカ山での戦いで捕虜となったコノヴァーレツはチョルヌイ・ヤルの収容所に収監され、1916年末以降はツァーリツィン（のちの「ヴォルゴグラード」。1925年までは「ツァーリツィン」と呼ばれていた）にある収容所に収監された。二月革命ののち、コノヴァーレツは仲間のウクライナ人とともに宣伝活動に従事した。 伝えられるところでは、コノヴァーレツはロシア軍の部隊の駐屯地近くにいたウクライナ兵とともに宣伝活動に関与していたという。1917年9月、コノヴァーレツは収容所を出たのち、キエフに到着し、ロマン・イワーノヴィチ・ダシュケーヴィチ、アンドリイ・アタナソヴィチ・メルヌィク、イワン・チュモラ、ロマン・キリロヴィチ・スシュコ、ヴァスィール・ヴァスィーリヨヴィチ・クチャープスキー、ミハイロ・フェドロヴィチ・マチャック、フェディル・チェルニックとともにシーチ銃兵隊を結成した。1917年11月13日、ウクライナ中央評議会がキエフにて権力を掌握した。1917年11月20日、中央評議会はウクライナ人民共和国の樹立を宣言し、1918年1月22日には、独立した主権国家である趣旨が宣言された。この時点で、コノヴァーレツはシーチ銃兵隊を率いる司令官となっていた。
1918年1月26日、ロシア軍がキエフを占領した。1918年1月29日、キエフにて暴動が勃発すると（ロシアのボリシェヴィキが兵器工場の従業員を扇動し、組織した）、シモン・ペトリューラが司令官となった第三ハイダマツキー歩兵連隊はこれを徹底的に鎮圧し、市街戦でも戦った。1918年3月1日から3月2日にかけて、銃兵隊はザポリージャの部隊やハイダマツキー歩兵連隊と協力して戦い、キエフからボリシェヴィキを追い出した。1918年3月、ドイツの占領軍がウクライナに入ったのち、シーチ銃兵隊は政府庁舎の警護と首都の治安維持を任された。1918年3月10日、軍事部隊のクリンは、ウクライナ人民共和国軍の中で戦闘態勢が最も整った部隊の1つと考えられていたシーチ銃兵連隊に配属となった。1918年3月29日、ウクライナでクーデターが起こった。占領軍の支援を受けて、パブロ・ペトローヴィチ・スコロパツキーが権力を握ると、ドイツ軍の司令官からの要請により、シーチ銃兵隊は1918年5月1日に武装解除、解散となった。市内に滞在していたコノヴァーレツは、数人の上級将校とともに、新たな銃兵部隊の創設に向けて準備した。1918年8月23日、コノヴァーレツは、ビーラ・ツェールクヴァに拠点を置くシーチ銃兵隊の別働隊（最大兵数900名）を結成する許可を、スコロパツキーから得た。創設部隊の司令部は、しばらくはスコロパツキーに対して忠誠を示していた。1918年5月、ウクライナ国民国家連合が結成された。ウクライナ国民国家連合の構成員たちは、スコロパツキーに反対し、敵対する立場にあった。コノヴァーレツはスコロパツキーに対し、ドミートロ・イワーノヴィチ・ドロシェンコを通して、ロシアとの連邦協定締結は容認できない趣旨を強調した。

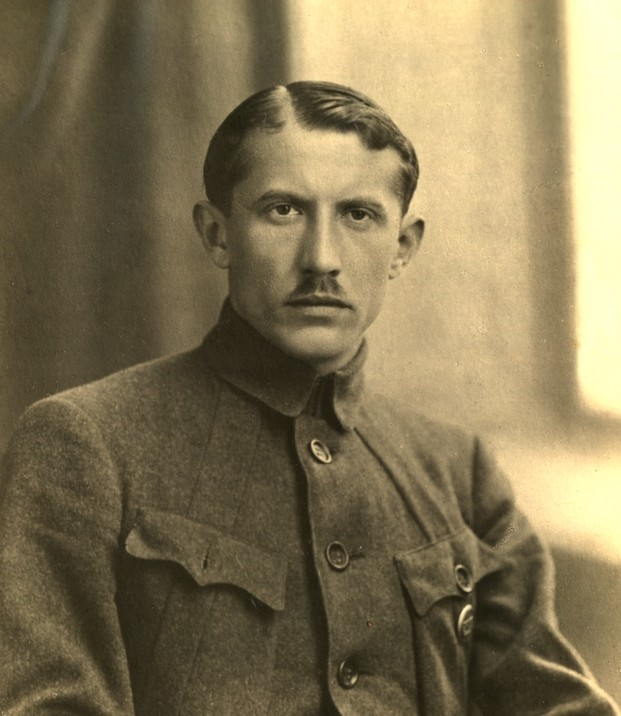
イェヴヘーン・コノヴァーレツ

1918年10月18日、イェヴヘーン・オメリャーノヴィチ・ペトルーシェヴィチを議長とするウクライナ国民評議会がリヴィウで設立され、西ウクライナ人民共和国の樹立が宣言された。
1918年11月14日、パブロ・スコロパツキーが親ロシア政策の実施およびウクライナ国家の独立を放棄する趣旨を宣言すると、シーチ銃兵隊はスコロパツキーに対する蜂起を決行した。11月15日、ウクライナ人民共和国の最高機関（ディレクトーリヤ）がスコロパツキーに反対する趣旨の小冊子がキエフの民家の壁に貼られ、蜂起の呼びかけが行われた。スコロパツキーの軍隊とディレクトーリヤの戦闘は11月16日に始まった。コノヴァーレツが司令官となったシーチ銃兵隊は、モトヴィリウカでの戦闘でスコロパツキーの軍隊を打ち破った。ウクライナに駐留するドイツ軍の司令部はディレクトリーヤに対し、首都への進入は許可しない趣旨を通告した。1918年11月18日、ザポリージャの軍隊はハルキウを占領し、権力を確立した。1918年12月11日、ディレクトリーヤの軍隊がオデッサを占領した。1918年12月中旬までに、キエフを除いて、あらゆる場所で首長の権限は喪失した。ドイツ軍司令部は、スコロパツキーがウクライナ国民からの支持を得られていない状況を確認した。1918年12月14日、スコロパツキーは退位を表明し、ドイツ軍に保護された状態でドイツへ向けて出発した。12月15日、ウクライナ人民共和国の軍隊がキエフに入った。12月19日、ディレクトリーヤの軍隊による閲兵式が行われた。ディレクトリーヤは、首長の権限の下で発行されたすべての法律と命令を取り消し、ウクライナの独立を破壊しようとしたかつてのロシア帝国軍を権力の座から追放した。ウクライナ軍からは、反ウクライナ分子が排除された。しかし、ウクライナ人民共和国政府には、ロシアからの独立を維持するだけの十分な力が足りていなかった。
1918年11月から12月にかけてのキエフでの戦闘において、シーチ銃兵隊の独立連隊は師団に配備され、12月3日には包囲軍団に配備された。1918年12月19日、ヴォロディミル・キリロヴィチ・ヴィニチェンコとセモン・ペトリューラ率いるウクライナ人民共和国政府が権力を掌握した。この日、政府の布告により、コノヴァーレツはウクライナ・コサック部隊の隊長に昇進した。コノヴァーレツは、ウクライナ人民共和国軍の強化に積極的に尽力した。1918年から1919年にかけて、ボリシェヴィキの軍隊およびアントン・ディナイキン率いる軍隊との戦闘に参加し、師団、軍団、シーチ銃兵隊の司令官を務めた。1919年12月6日、ウクライナ人民共和国は正規軍の解散を決定し、これに関連する形で、コノヴァーレツは自身の部隊の解散を発表した。
シーチ銃兵隊員の一人、オスィップ・オレクスィーヨヴィチ・ドゥミンは、「キエフの戦いでは、シーチ銃兵隊は政府と中央評議会の委員だけでなく、ウクライナ国家そのものの命も救った」と語っている。
1919年末、コノヴァーレツはポーランド軍に捕らえられ、ルーツクにある捕虜収容所に収監された。1920年の春に収容所から釈放されたのち、コノヴァーレツはプラハに移住した。
コノヴァーレツは、「敵の刑務所に入れられようが、追放されようが、ウクライナ国民の独立への意志は打ち砕かれることは無い。ウクライナは、英雄と闘士たちで構成された難攻不落の砦なのだ」と演説し、ウクライナ人を鼓舞した。

## 組織団体の設立
1919年、ポーランド・ウクライナ戦争の終結により、ポーランドは西ウクライナ人民共和国が主張していた領土の大部分を接収し、その残りの領土はソ連に接収された。
コノヴァーレツは、ポーランドとチェコスロヴァキアの領土内にて、ウクライナ人で構成された軍事部隊を編成し始めた。しかし、1920年11月、ウクライナ革命は崩壊し、ポーランドとロシアの間で休戦協定が締結された。ウクライナの国家資格は喪失し、ウクライナ西部の土地は、ポーランド、チェコスロヴァキア、ルーマニアに分割された。1920年7月30日、シーチ銃兵隊による会議がプラハで開催され、8月3日、ウクライナ軍事組織が設立され、コノヴァーレツはこの組織の指導者となった。「ウクライナの土地に、ウクライナ人のための国家を建設する」との目標が掲げられた。この組織団体の活動は、軍事規律の導入と個人テロリズム、将来の民族解放革命の利益に向けた妨害活動、諜報活動、破壊活動、ウクライナの国民国家復活のプロパガンダ、統一中央政府の確立にあった。1920年9月、ウクライナ軍事組織の初期の臨時機関がリヴィウで設立された。1921年7月20日、コノヴァーレツはリヴィウに戻り、ウクライナ陸軍士官学校の統率者となり、ウクライナ軍事組織の機関は再編された。1923年3月14日、ウクライナの西部・ハリチナがポーランドに併合されることが決まると、ウクライナ軍事組織は混乱状態に陥った。歴史家のオレスト・ミロスラーヴォヴィチ・スブテルヌイは、「コノヴァーレツは、とくにポーランドにとっての敵国であるドイツとリトアニアとの接触を確立し、金銭および政治的支援を求めた」と書いた。1922年の春、コノヴァーレツはベルリンに向かい、ドイツの防諜機関である「アプヴェーア」のフリードリッヒ・ゲンプと会談した。コノヴァーレツは「ウクライナ軍事組織が諜報活動で収集した情報について、ドイツの諜報機関に全て教える」との契約を書面で交わした。これと引き換えに、アプヴェーアはウクライナ軍事組織に対し、毎月9000ライヒスマルクを報酬として送った。アプヴェーアからの要請に伴い、ウクライナ軍事組織は活動の拠点をウクライナの西部に移した。コノヴァーレツは、自分たちの現在の任務について、以下のように述べた。「ポーランドが我が祖国と講和条約を結んだ今、我々は、ポーランドとの闘争の旗を掲げざるを得ない状況にある。戦わなければ、我々は祖国のみならず、捕虜収容所においても影響力を失うことになる。捕虜収容所にいる我々の仲間たちの一人一人が、ピウスツキによる東ハリチナとヴォルィーニの占領に対する復讐の炎を燃やしている。しかし、ボリシェヴィキは依然として我々の不倶戴天の敵である。ポーランド人がそれを強要してくる限り、我々はポーランド人に立ち向かわねばならない」
1923年の夏、コノヴァーレツはハリチナの組織の幹部をプラハに集めて会議を開き、国際情勢について報告した。コノヴァーレツによれば、ベルリンに滞在中、独立国家ウクライナの樹立を目指す民族主義者を支援するため、ドイツ政府の関係者およびドイツ陸軍参謀本部と協定を結んだという。ドイツ軍の将軍によれば、ヴェルサイユ条約の重荷を下ろすため、来たるべき戦争の準備をしており、近い将来、ソ連とポーランドに対して侵攻する計画を立てている趣旨を知らされた。コノヴァーレツは、ソ連とポーランドへの侵攻を実行する唯一の国としてドイツに重点を置く必要性について問題提起した。コノヴァーレツは、「ドイツは、ウクライナの民族主義者が敵国との戦いで積極的に協力してくれるのであれば、ウクライナの民族主義者を喜んで支援しよう、と約束してくれた」と結論付けた。ウクライナ軍事組織の全兵力をドイツ軍の司令部とドイツの諜報機関に委ねることを約束し、その指導のもと、ウクライナ民族主義者の地下組織の活動が実行されることになった。
コノヴァーレツとその仲間たちの目的は、外国に亡命中のウクライナ人の民族主義勢力を団結させ、共通の敵であるソ連と戦うことにあった。1929年1月28日から2月3日にかけて、第一回ウクライナ民族主義者国際会議がオーストリアで開催され、コノヴァーレツがこの組織の議長に選出された。ウクライナ人の民族主義者による共同統一組織が結成された。1929年、ウクライナ民族主義者組織は、ウクライナの国内外に存在する民族主義組織とウクライナ軍事組織とを統合し、ウクライナを占領する外国に対する地下闘争を開始した。1929年に発刊されたウクライナ軍事組織の小冊子には「テロリズムは自衛手段であるだけでなく、扇動の一形態でもあり、望むか否かに関係なく、敵味方の双方に等しく影響を与えるだろう」と記述されている。
1929年以降、ウクライナ民族主義者組織は、ポーランド、チェコスロヴァキア、ルーマニアにて、ドイツの諜報機関と協力し、活動していた。アドルフ・ヒトラーがドイツの宰相に就任し、権力を掌握すると、ドイツの諜報機関との協力関係はさらに強化された。1930年代初頭、コノヴァーレツはヒトラーと二度対面している。一度目は1931年、二度目は1932年9月であり、いずれもヒトラーが権力を掌握する前のことであった。ヒトラーは、コノヴァーレツの仲間に対し、ライプツィヒにあるナチス党訓練所で講座を受講してはどうか、と勧めた。1931年にコノヴァーレツがヒトラーと会談した際、ウクライナ民族主義者組織の活動について、ヒトラーは「ソ連に対してのみ実行し、ポーランドに対する攻撃を止めてくれるなら、あらゆる支援を実施する」と約束した。
コノヴァーレツは外国にも訪れた。1928年にはカナダを訪問し、ウクライナ軍事組織の支部が設立された。コノヴァーレツは、ポーランド、チェコスロヴァキア、ルーマニア、リトアニア、アメリカ、カナダにいる組織の代表者とも連絡を取り合った。
1933年10月21日、リヴィウのソ連総領事館で働いていた書記官（その正体はソ連の諜報員であった）、アンドレイ・マイロフが、ウクライナ民族主義者組織の構成員の一人、ミコラ・セメノヴィチ・レミックの手で暗殺された。レミックはマイロフに二発の銃弾を浴びせて殺害した。1933年6月3日から6月6日にかけて、ウクライナ民族主義者組織の会議がベルリンで開催された。この会議で、ステパン・アンドリーヨヴィチ・バンデーラが組織の地域執行部の指導者に選出されるとともに、リヴィウのソ連の外交官を暗殺する決定が下された。暗殺を完了したミコラ・レミックは、無抵抗の状態でポーランド警察に逮捕された。1933年10月30日、レミックはリヴィウ地方裁判所で死刑判決を受けるも、のちに終身刑に変更された。当時のポーランドの法律では、20歳未満の者に対しては死刑を宣告できなかった。1939年9月、ナチス・ドイツがポーランドに侵攻し、それに伴って生じた混乱に乗じてレミックは脱走した。のちに彼はゲシュタポに逮捕され、1941年10月に射殺された。
ソ連の外交官の暗殺の動機となったのは、1932年から1933年にかけて、ウクライナ全土を襲った大規模な飢餓「ホロドモール」に対し、世界が関心を示さなかったことが大きい。アンドレイ・マイロフ暗殺事件は、この飢餓に対する象徴的な報復行為として注目され、ソ連とポーランドの間の緊張状態の高まりに繋がった。ステパン・バンデーラは「ボリシェヴィズムは、ウクライナ国家を破壊し、ウクライナ国民を奴隷化する制度であり、ウクライナ民族主義者組織はボリシェヴィズムと戦っているのだ」と語った。
1934年1月26日、ドイツとポーランドは条約を結んだ。この条約の締結後、ウクライナ民族主義者組織に対するドイツの支援は縮小された。コノヴァーレツはリトアニアの諜報機関との関係を強化することにした。リトアニア当局は、ウクライナ民族主義者組織に虚偽の書類（旅券や許可証）を提供した。1936年の諜報情報によれば、コノヴァーレツはルーマニアが占領していたブコヴィナに、反ソ連の破壊活動の拠点を設置しようとしたという。戦争が起こった場合、ウクライナ民族主義者組織は、ヨーロッパ諸国、ソ連、ポーランドにて、ウクライナ国民に蜂起を促す手筈であったという。ドイツとポーランドによる条約締結後、アプヴェーアはウクライナ民族主義者組織による反ポーランド活動を抑制し、その矛先を「ボリシェヴィズムに対して」向けるよう促した。1933年12月の時点で、コノヴァーレツはステパン・バンデーラに対し、「反ポーランド活動を止めるように」との指令を出していた。
1934年6月15日午後3時40分、ポーランドの内務大臣、ブロニスワフ・ピエラツキーが銃で撃たれて殺された。ピエラツキー殺害の実行犯は、ウクライナ民族主義者組織の会員の一人、フリホリー・マツイコであった。ポーランドはハリチナを併合し、同化・統合するつもりであった。「ハリチナ」の名前は「東小ポーランド」に変更された。ステパン・バンデーラは、ブロニスワフ・ピエラツキーの暗殺も主導した。
ウクライナ軍事組織は、1921年9月25日にユゼフ・ピウスツキを暗殺しようとするも失敗に終わっている。
アンドレイ・マイロフの暗殺事件を受けて、国家統合政治総局の議長、ヴャチェスラーフ・ルドルフォヴィチ・メンジンスキーは、ウクライナ民族主義者の指導者を無力化する措置を命じた。

## 暗殺計画

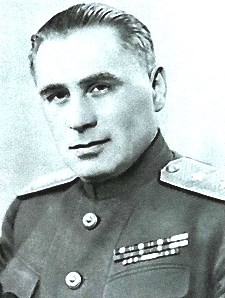
パーヴェル・アナトーリエヴィチ・スドプラートフ

1937年11月、ヨシフ・スターリンは、内務人民委員部の将校、パーヴェル・アナトーリエヴィチ・スドプラートフを迎え入れた。スターリンはスドプラートフに対し、「ウクライナ民族主義者組織の司令官を無力化する」任務を課した。この一週間後、クレムリンにて、スドプラートフは、スターリン、内務人民委員のニコライ・エジョフ、全ウクライナ中央執行委員会委員長のフリホリー・イワーノヴィチ・ペトロウスキーの同席のもと、その計画案について報告した。ペトロウスキーは「1918年1月の蜂起で労働者の虐殺を組織した罪により、コノヴァーレツが欠席裁判で死刑判決を受けた」と発表した。
コノヴァーレツを暗殺したパーヴェル・スドプラートフがのちに書き残した回顧録『特別任務』によれば、スターリンは以下のように語っている。
「コノヴァーレツは、ドイツのファシズムの手先であるが、これは単なる復讐行為ではない。我々の目標は、戦争前夜にウクライナのファシズム運動を途絶し、権力闘争の過程でならず者同士を互いに戦わせて壊滅に追い込むことである」
ヴァスィール・ヴォロディミロヴィチ・ホミャクは第一次世界大戦中の1916年8月にロシア軍に捕らえられ、1918年までマリウポリの捕虜収容所で過ごした。この年の秋に収容所から出た彼は、コノヴァーレツが組織する銃兵隊に加わり、ロシア軍と戦った。ホミャクはアンドリイ・アタナソヴィチ・メルヌィクを通してコノヴァーレツと出会い、親しくなった。1921年ごろ、ホミャクはチェカに採用され、ソ連のために働くことになるが、この経緯については不明である。チェカは、ウクライナの反政府勢力組織を解体するため、ホミャクを利用した。1928年以降、ホミャクはウクライナ国外におり、ウクライナの独立のための闘争を続けているウクライナ解放運動の指導者の多くについて知っていた。チェカは、彼らに関するどんな小さな情報に対しても知りたがった。ホミャクは、アンドリイ・メルヌィクやイェヴヘーン・コノヴァーレツ、ロマン・キリロヴィチ・スシュコ、ドミートロ・ユーリヨヴィチ・アンドリイェウスキー、ミハイロ・フェドロヴィチ・マチャックらに関する情報を、チェカに提供した。
ホミャクが「ソ連のスパイである」と想定できた者はいなかった。コノヴァーレツが殺された直後、ウクライナ民族主義者組織の構成員たちは、ホミャクに対して深刻な疑念を抱いた。
パーヴェル・スドプラートフはメリトーポリの出身で、1933年までウクライナに住み、ウクライナ語に堪能であった。スドプラートフは、のちに書き残した回顧録の中で「自分はホミャクの甥であり、ソ連の現実に幻滅したコムソモール（「共産主義青年団」）の一員を演じた」と書いている。ウクライナ民族主義者組織に潜入し、コノヴァーレツとの関係を確立するにあたり、スドプラートフはホミャクの甥を偽装し、コノヴァーレツに会うことになった。当時のスドプラートフは、「パヴルス・ヴァリュフ」（Павлусь Валюх）の偽名を名乗っていた。スドプラートフは、ウクライナ民族主義者組織の一員を装い、ヨーロッパのさまざまな都市でウクライナ民族主義者組織の代表者と会った。スドプラートフは、コノヴァーレツとの信頼関係を徐々に築いていった。パリに滞在中、コノヴァーレツはスドプラートフをセモン・ペトリューラの墓に連れていった。ペトリューラは、1926年5月、サムイル・イサーコヴィチ・シュワルツボルトに射殺された。ペトリューラは、内戦中のウクライナに住んでいたユダヤ人に対する虐殺について責任を負っていた。スドプラートフは、ペトリューラの墓から土を一掴みし、ハンカチーフを取り出してその土を包んだ。スドプラートフは「この土をウクライナに持ち帰ります。彼を追悼する木を植えて、その木を育てるのです」と述べた。これを聴いたコノヴァーレツは感激した。この出来事を経て、コノヴァーレツはスドプラートフに対する信頼を強めた。
スドプラートフは内務人民委員のニコライ・エジョフとともにクレムリンに招待され、ヨシフ・スターリンに謁見した。スターリンはスドプラートフに対し、「外国に移住するウクライナの政治家同士の関係について」を尋ねた。スターリンの質問に対し、スドプラートフは「ソ連に対する本当の脅威は、外国に移住している政治家ではなく、ドイツによる支援を受けて、ソ連との戦争の準備をしているコノヴァーレツの存在にある」趣旨を述べた。どうすればいいかを尋ねられたスドプラートフは、「今はまだ準備ができていない」と答えるのが精一杯であったという。スターリンは、「今から一週間以内に、行動計画案を提出して欲しい」と指示した。一週間後の夜11時、エジョフはスドプラートフをクレムリンに連れていった。スターリンに加えて、フリホリー・イワーノヴィチ・ペトロウスキーもその場に同席した。ペトロウスキーが「1918年1月の蜂起で労働者の虐殺を組織した罪により、コノヴァーレツが欠席裁判で死刑判決を受けた」趣旨を述べると、スターリンは「コノヴァーレツは、ドイツのファシズムの手先であるが、これは単なる復讐行為ではない。我々の目標は、戦争前夜にウクライナのファシズム運動を途絶し、権力闘争の過程でならず者同士を互いに戦わせて壊滅に追い込むことである」と述べた。スターリンはスドプラートフに向き直り、「コノヴァーレツの好み、弱点、とくに愛着があるものとは、何かな？それを利用してみなさい」と尋ねた。スドプラートフはスターリンに対し「コノヴァーレツは、チョコレートに目が無いのです」「どこへ行っても、彼が真っ先にやることは、高級感の漂うチョコレートの箱を買うことなのです」と答えた。これを聴いたスターリンは「よく考えてみて欲しい」と答えた。別れの際、スターリンはスドプラートフに対し、自分に託された特別任務の政治的重要性について、正しく理解できているかどうかを尋ねた。スドプラートフが「はい、党の任務を遂行するにあたり、必要とあらばこの命を捧げる所存でございます」と答えると、スターリンは「あなたの任務が成功しますように」と述べ、スドプラートフと握手を交わした。
内務人民委員部では、アブラム・スルツキーやセルゲイ・シュピーゲリグラスがコノヴァーレツを殺害するための方策を練った。至近距離から銃で撃って殺す選択肢が提案されたが、コノヴァーレツは腹心のヤロスラフ・ヴォロディミロヴィチ・バラノウスキーを伴って行動しており、この手段は不可能に近いものであった。チョコレートが大好物であるコノヴァーレツに対し、お菓子の箱に偽装した時計仕掛けの爆破装置付きの贈り物を渡す方法が提案された。スドプラートフは、当初はこの考えに対して難色を示した。爆破装置の起動にあたっては、切替装置を静かに作動させる必要があり、目立つ箱はコノヴァーレツに警戒心を抱かせる可能性があった。チョコレートの入った箱に見せかけた爆発物の製造は、内務人民委員部の運用・技術部門の職員、アレクサンドル・エラストヴィチ・ティマシュコフに任された。箱を垂直状態から水平状態に移動させると、その30分後に自動的に爆発が起こる、という仕組みであった。

## 死
1938年5月23日、月曜日の朝、オランダのロッテルダムでは雨が降ったが、正午までに天気は回復した。スドプラートフによれば、この日は「晴れて暖かい日であった」という。この日、スドプラートフは、ロッテルダムにある「ホテル・アトランタ」でコノヴァーレツと会うことになっていた。ホテル内にある飲食店にいた給仕は、イェヴヘーン・コノヴァーレツが一人で店にいたことを憶えていた。コノヴァレーツは窓際の席に座っており、シェリー酒を一杯注文した。午後12時ちょうど、店に別の客が入り、シェリー酒を飲んでいたコノヴァーレツが座っている席へと向かった。給仕がその客に近付くと、この人物はビールを一杯注文した。その際、この人物はその場に屈み込んで（相手に顔に覚えられるのを防ぐために）靴紐を直していた。給仕はこの人物の特徴を覚えており、それによれば、年齢は30 - 35歳、身長は170 - 180cm、自信に満ちた様子であったという。整った服装で、髭をきれいに剃っており、髪の色は暗褐色、濃い眉毛、焦茶の瞳で、訛りが少しあるドイツ語を喋っていたという。コノヴァーレツと初めて出会う前のスドプラートフにはドイツ語を学んでいた時期がある。
コノヴァーレツに会った際の様子について、スドプラートフは以下のように回想している。
「私はレストランに入り、彼の隣に座り、短い会話のあと、今日の午後5時にロッテルダムの中心部で再会する約束を交わしました。私は彼にチョコレートの入った贈り物に偽装した箱を渡し、すぐに船に戻らなければなりません、と伝えました。そこから立ち去る際、私は例の箱を彼の隣の卓に置きました。彼と握手を交わしたのち、今すぐにここから走り去りたいという本能的な欲求を抑えながら立ち去りました」
スドプラートフは急いでビールの代金を支払い、コノヴァーレツに別れを告げてホテルから立ち去っていった。ホテルを出たスドプラートフは、両側にたくさんの店が並ぶ脇道に入った。最初に目に留まった紳士服店に入り、薄手の外套と鍔のついたハットを購入した。コノヴァーレツも支払いを終えてホテルを出発した。コノヴァーレツはロッテルダムの中心街に入り、午後12時15分ごろ、映画館「ルミエール」（Lumière）の前で立ち止まった。そのとき、大きな煙が数メートルの高度まで急速に立ち上っていく様子を数人が目撃し、次の瞬間、空中で重砲の砲弾の炸裂を思わせる、短く、乾いた爆発音が轟いた。この爆発音について、スドプラートフは「タイヤの破裂音を思わせる音」と表現した。スドプラートフは、「歩道に沿って、大佐と別れた方向に向かって群衆が走っていくのが見えた」と語った。スドプラートフによれば、爆破装置が作動したことには気付いたが、コノヴァーレツが死んだのかどうかについては、この時点ではまだ分からなかったという。
コノヴァーレツの持っていた旅行鞄は粉々になり、コノヴァーレツの腕と足が千切れ、血まみれの胴体が歩道から吹き飛んだ。爆発の直後、ガラスが激しく砕け散る音が響き渡り、窓ガラスの破片が四方から通りに向かって降り注いだ。警察、消防車、救急車が現場に到着した。死亡者の遺体と負傷者は近くの市立病院に搬送された。警察はただちに現場近辺の通りを封鎖し、事件の捜査を開始し、コノヴァーレツの所持品の残骸が回収された。警察は、旅券と、ホテル「セントラル」の名刺を発見し、被害者が貿易会社の取締役でリトアニア人の「ヨゼフ・ノヴァーク」と名乗っていた事実も突き止めた。警察は報道機関に対する情報公開を拒否した。この爆発事件から二時間後、一人の外国人が「セントラル」を訪れ、ヨゼフ・ノヴァークについて尋ねた。しかし、警察は、ノヴァークを捜している者は即刻逮捕するよう措置を講じており、この人物は警察署に連行された。この人物はチェコスロヴァキア人の「ヴラディスラフ・ボル」と名乗った。警察はすぐに、ボルの持っていた旅券が別人のものであると断定した。貼られていた写真は別人のものであった。警察はこの人物を丸一日拘留したが、何の成果も得られなかった。火曜日の夕方、警察が「ノヴァーク」の遺体を見せたとき、彼は「これはウクライナ民族主義者組織の指導者、イェヴヘーン・コノヴァーレツ大佐だ！」と叫んだ。この人物は、コノヴァーレツの腹心、ヤロスラフ・ヴォロディミロヴィチ・バラノウスキーであった。警察が、「ヨゼフ・ノヴァーク」が泊まっていたホテル「セントラル」の客室を捜索したところ、ウクライナ語のタイプライター、ウクライナ語で書かれた反ボリシェヴィキの文書が入った旅行鞄、テーブルの上に置かれた小さな黒い十字架を発見した。警察はバラノウスキーを伴い、ロッテルダム港に停泊中の全てのソ連船を捜索し、スドプラートフを見付け出そうとした。
作戦が失敗に終わり、敵に捕獲されそうになった場合、スドプラートフは、シュピーゲリグラスから「男らしく行動するように」との指示を受けていたが、これは「死ね」という命令であった。スドプラートフは「いかなる状況に陥ろうとも、私は敵の手に落ちるつもりは無い」「いつでも自殺できるようにしておく」と語っていた。スドプラートフが貨物汽船「シルカ号」に乗ってソ連を出国する前夜、シュピーゲリグラスは彼と8時間に亘って話し合った。シュピーゲリグラスは西ヨーロッパ全土において有効期限が二カ月間の季節列車の切符、チェコスロヴァキアの偽のパスポート、3000ドルを渡し、「建物から出たあと、近くの店で外套と帽子を買って身だしなみを整えるように」と助言した。スドプラートフは逃走経路を事前に調べていた。スドプラートフはシルカ号の無線通信士を装ってオランダに入国した。ロッテルダムに上陸する前、スドプラートフは船の船長に対し、午後4時までに自分が船に戻ってこなかった場合、そのまま航海に出るよう伝えた。爆破装置の作成者であるアレクサンドル・ティマシュコフはスドプラートフの旅に同行し、出発の10分前に爆破装置を装填し、シルカ号に残った。捜査官は、コノヴァーレツがシルカ号の無線通信士と会っていたことを知ったが、「シルカ号」はすでに出港していた。スドプラートフは、偽造されたチェコスロバヴァキアの旅券を持ってパリに入国していた。ヤロスラフ・パラノウスキーは、コノヴァーレツが1938年5月23日当日に急使の無線操縦士に会う予定である趣旨を告げられたが、その人物がスドプラートフであったのかどうかについては確信が持てなかったという。

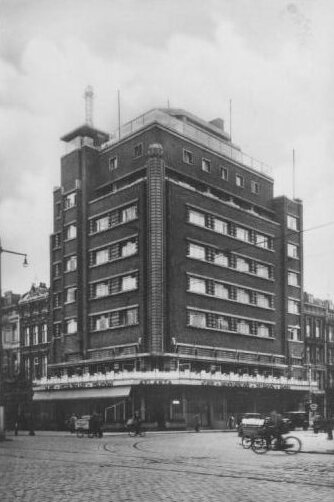
ロッテルダムにある「ホテル・アトランタ（オランダ語版）」
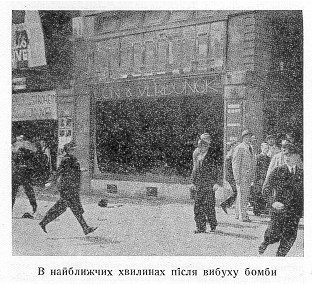
1938年5月23日、爆発が起こった数分後の様子
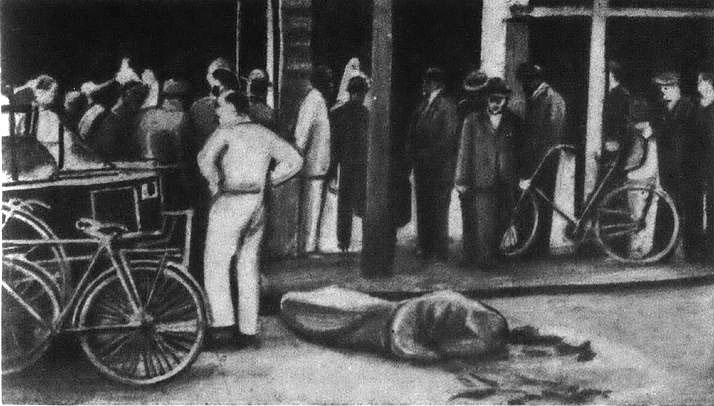
布で覆われたコノヴァーレツの遺体
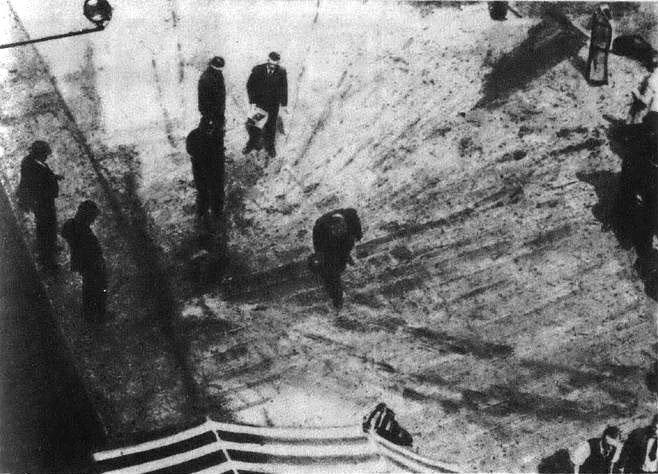
コノヴァーレツが死亡した現場。上空からの撮影

## 葬儀

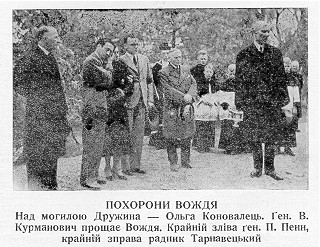
コノヴァーレツの葬儀の様子

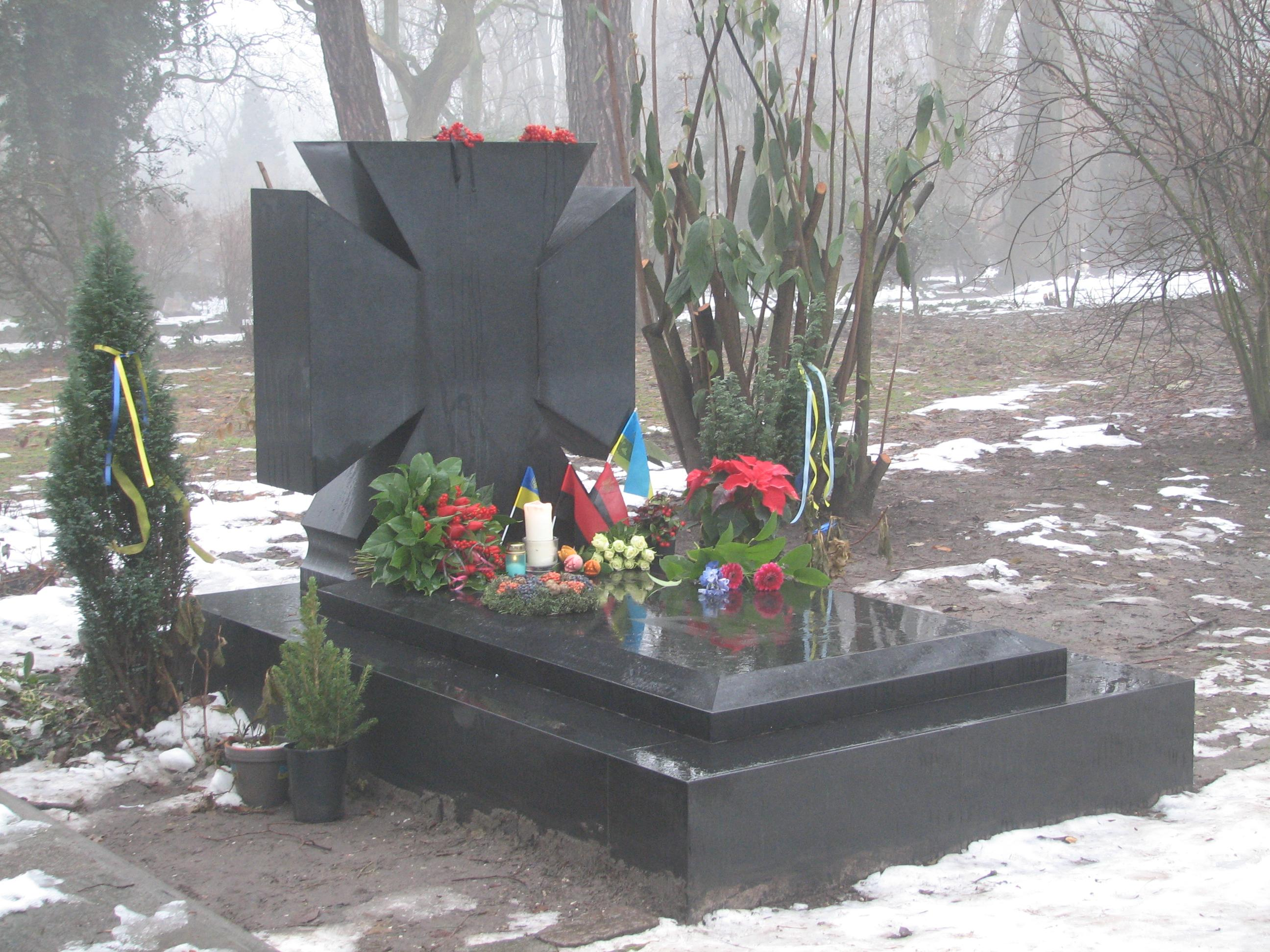
ロッテルダムにあるコノヴァーレツの墓（2010年12月撮影）

コノヴァーレツの葬儀は、ロッテルダムにあるリトアニア領事館が主催した。1938年5月28日、イェヴヘーン・コノヴァーレツの葬儀が執り行われた。葬儀には、コノヴァーレツの妻、オリハ・フェダク（Ольга Федак）、ヤロスラフ・パラノウスキー、ヴィークトル・ヨスィポヴィチ・クルマノヴィチ、オレスト・チェメリンスキー、ヴォロディミル・パヴロヴィチ・スタヒフ、オメリャン・タルノヴェツキー（Омелян Тарновецький）らが参列した。この翌日、アンドリイ・メルヌィク、オリハ・フェダクの妹がロッテルダムに到着した。妻のオリハは、5月26日の朝にロッテルダムに到着した。彼女は、死んだのは間違いなく自分の夫であることを確認した。葬儀は5月26日に予定されていたが、5月28日に延期された。コノヴァーレツの遺骸はクロスヴェイク総合墓地に埋葬された。
数週間にわたり、ウクライナ人の多くは「コノヴァーレツ大佐はポーランド人の手で殺されたのではないか」と考えていたが、ロッテルダムでの捜査で「コノヴァーレツにお菓子の入った箱を手渡した人物が犯人である」と断定されると、「コノヴァーレツを殺害したのはロシアではなく、ポーランドである」とする疑惑はすぐに消えた。その後、ソ連は「コノヴァーレツが仲間の助けを得てドイツに殺された」とする偽情報を拡めた。「コノヴァーレツがドイツと同盟を結んでおり、ヒトラーの手先であり、雇われていた」という以前のプロパガンダと矛盾していたが、ソ連はその矛盾について気にも留めなかった。

## その後
コノヴァーレツが殺されたのち、ウクライナ民族主義者組織の指導部は、「新たな戦いに備えよ」「クレムリンを恐れるな」と鼓舞したうえで、以下のような声明を発表した。
```
我々は今、諸君に次のことを訴えたい。我々の元を永久に去った偉大な男の指揮下で戦う名誉の持ち主であるという事実にふさわしい存在であれ。彼の意志を、その生き様と血によって神聖化されたものとするのだ。勝利に終わるか、破滅するか。これが諸君の心に刻まれる規範となるであろう！血に輝く伝統を脈々と引き継ぐのだ。指導者は墓の向こう側から、目的の高潔さと神聖さを守ってくれているのだ！彼の声が墓から聞こえてくる：この戦いが勝利となり、勝利が復讐とならんことを！我らが指導者、イェヴヘーン・コノヴァーレツに栄光あれ！主権ある統一国家ウクライナ万歳！ウクライナ民族革命万歳！ウクライナ民族主義者組織万歳！
[
32
]
```

1938年10月、アンドリイ・メルヌィクがウクライナ民族主義者組織の議長に就任した。
1940年2月、ウクライナ民族主義者組織は、メルヌィク派とバンデーラ派に分裂した。
1958年5月25日、ステパン・バンデーラはコノヴァーレツの墓の前で演説を行い、「ウクライナは、その地政学的な位置ゆえに、独自の軍隊と生存競争によってのみ、国家の独立を獲得し、維持できるのです」「解放闘争はまだ終わっていません」「敵は我々の指導者を殺害することにより、この運動を停めるだけでなく、完全に破壊できると考えた。しかしながら、ボリシェヴィキは、指導者は殺せても、ウクライナ民族主義者組織を解体し、その闘争を止めることには失敗した。その活力と強さの源は大衆であり、そこから民族解放闘争とその活動的要因が絶え間なく更新され、強化され続けるのです」と述べた。
1959年10月15日、ステパン・バンデーラは、KGBの諜報員、ボグダン・スタシンスキーの手で暗殺された。
2021年6月9日、ウクライナ国立銀行は、コノヴァーレツを記念した通貨「Коновалець」「Спадок」を発行し、市場に流通させた。
2023年10月1日、ウクライナ大統領ヴォロディミル・ゼレンスキーは、ウクライナ軍の部隊に対し、名誉称号、勲章、軍旗を授与した。ウクライナ陸軍第131独立偵察大隊に「イェヴヘーン・コノヴァーレツ大佐の名において」と題した名誉称号を授与した。

## 家族

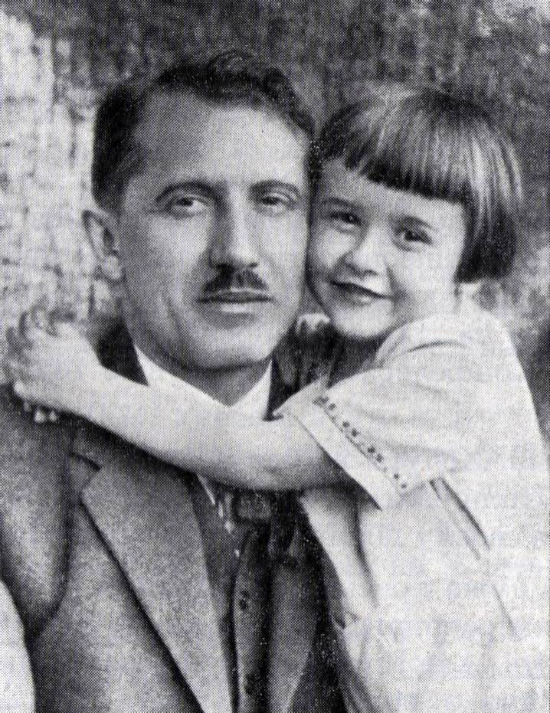
息子のユルコと

1922年、コノヴァーレツは、ステパン・フェダクの娘、オリハ・フェダク（Ольга Федак）と結婚した。1924年1月には息子のユルコが生まれた。国外に何度も移住したことにより、ユルコはドイツ語、フランス語、イタリア語を学んだが、自宅では母語であるウクライナ語で話すよう母から躾けられた。
オリハの妹、ソフィアはアンドリイ・メルヌィクと結婚した。
ユルコは1958年12月19日にローマで亡くなった。その20年後の1978年、オリハも亡くなった。

## 資料
- Павел Судоплатов. Спецоперации

- Відозва Проводу Українських Націоналістів з нагоди смерти полк. Євгена Коновальця.

- 7. Смерть полк. Є. Коновальця і ії наслідки

- SOVIET RUSSIAN POLITICAL MURDERS ABROAD AND ATTEMPTS TO CAMOUFLAGE THEM

- Пекельна машина в Роттердамі [Випуск № 21 (976)]

- В. К. Былинин, В. И. Коротаев портрет лидера оун в интерьере иностранных разведок

- Коновалец Евген

- День в истории. 14 июня: родился основатель ОУН* Евгений Коновалец

- «Болевая точка нацистских пособников»: как ликвидация Евгения Коновальца повлияла на украинский национализм

- Коновальцю підсунули коробку цукерок із вибухівкою за порадою Сталіна

- "С трупами не связываться. Никому не продаваться и приступить к работе" - 130 лет назад родился Евгений Коновалец

- Непокоренный: 12 фактов о жизни и смерти Евгения Коновальца

- V ЧАСТИНА: РОЗДІЛ 4

- Gymnasium Education of Yevhen Konovalets Іван Хома, 2017, doi:10.23939/hcs2017.04.087